# Csapó Julianna
Ispánovics Csapó Julianna (Bezdán, 1966. január 23. –) vajdasági magyartanár, bibliográfus, irodalom- és művelődéstörténész.

## Élete
Az általános iskolát szülőhelyén végezte. A pedagógiai szakközépiskolát a baranyai Pélmonostoron (Beli Manastir) fejezte be.

### Egyetemi tanulmányai
1989-ban magyar nyelv és irodalom szakos tanári és könyvtárosi oklevelet szerzett (Újvidéki Egyetem, BTK, Magyar Nyelv és Irodalom Tanszék). 1998-ban az irodalomtudomány magisztere lett. (Az Igazság c. folyóirat a magyar irodalom és kultúra történetében.)
Szakmai előmenetel: 1990: kutató, majd tanársegéd-gyakornok, 1998-tól tanársegéd az Újvidéki Egyetem BTK Magyar Tanszékén.

## Kutatási területe
Magyar irodalom, bibliográfia, művelődéstörténet.

## Tagságai
Nemzetközi Magyarságtudományi Társaság, Vajdasági Magyar Felsőoktatási Kollégium.

## Magánélete
1991-től Újvidéken élt és dolgozott. 2000-ben férjhez ment ifj. Ispánovics József szabadkai születésű, újvidéki fotóművészhez. 2001-ben megszületett Márton fiuk, 2006-ban pedig Zsófia leányuk. 2007-ben Bezdánba költöztek, jelenleg is ott élnek.

## Művei

### Könyvei
- A jugoszláviai magyar irodalom 1988. évi bibliográfiája. Újvidék, A Magyar Nyelv, Irodalom és Hungarológiai Kutatások Intézete, Forum Könyvkiadó, 1993
- A jugoszláviai magyar irodalom 1989. évi bibliográfiája. Uo. 1993
- A jugoszláviai magyar irodalom 1990. évi bibliográfiája. Uo. 1994
- A jugoszláviai magyar irodalom 1991. évi bibliográfiája. Újvidék, Magyar Tanszék, Forum Könyvkiadó, 1995
- A jugoszláviai magyar irodalom 1992. évi bibliográfiája. Uo. 1996
- A jugoszláviai magyar irodalom 1993. évi bibliográfiája. Uo. 1997
- A jugoszláviai magyar irodalom 1994. évi bibliográfiája. Uo. 1998
- A jugoszláviai magyar irodalom 1995. évi bibliográfiája. Uo. 1999
- A jugoszláviai magyar irodalom 1996–1997. évi bibliográfiája. Uo. 2001
- A jugoszláviai magyar irodalom 1998–1999. évi bibliográfiája. Uo. 2005
- A jugoszláviai magyar irodalom 2000–2001. évi bibliográfiája. Újvidék, Bölcsészettudományi Kar, 2009
- A jugoszláviai magyar irodalom 2002. évi bibliográfiája. Újvidék, Bölcsészettudományi Kar, 2010
- A bácskai magyar irodalmi kultúra előtörténete a régió magyar könyvkiadása szempontjából. Újvidék, Bölcsészettudományi Kar, 2011

### Egyéb fontosabb publikációk
- Érintkezési pontok Horváth János „fejlődéstörténetében” és Szekfű Gyula „életrajzában”, Híd, 1996, 8–9. sz., 649–666. o.
- A Krúdy-effektus Kodolányi János Boldog Margit című regényében : szövegolvasat, Híd, 1997, 6. sz., 448–472. o.
- Sinkó Ervin életművének recepciója 1985-től napjainkig, Tanulmányok–Studije, 1998, 31. füzet, 149–173. p.
- A mindennapok kultúrája a XX. század eleji Zomborban a hirdetések tükrében, Bácsország, 2001, I–IV. sz., 65–67. o.
- Zombori világjárók / Ispánovics Csapó Julianna = Bácsország, 2002, IV–VI. sz., 104–107. o.
- „Tíz év bibliográfia : Egy vajdasági szak(irodalmi) bibliográfia tanulságai”, Könyvtári Figyelő, 2003, 2. sz., 373–381. o.
- Pataj Sándor Igazsága. Egy zombori folyóirat a 20. század elején, Magyar Könyvszemle, 2003, 4. sz., 442–458. o.
- Tolnai és szerb/horvát olvasói, 83–92. o.
- jelHÁLÓ : Összehasonlító irodalomtudományi, nyelvészeti és médiaközi kutatások / szerk. Csányi Erzsébet – Újvidék : Bölcsészettudományi Kar, VMFK, 2008
- A magyar könyv Újvidéken : a kezdetektől 1918-ig – 5–15. o. Godišnjak Filozofskog fakulteta (Novi Sad), 2008, II. kötet
- Kutatásmódszertan és bibliográfia a korszerű felsőoktatásban – 227–233. o.
- A tanítóképzés jövőképe. A Magyar Tannyelvű Tanítóképző Egyetem konferenciakiadványa – Szabadka : Magyar Tannyelvű Tanítóképző Kar, Forum Könyvkiadó, 2009
- Csáth Géza Vajdaságban. Újabb adatok egy személyi bibliográfiához. IN: Csáth-járó át-járó. Csáth Géza, az irodalmi és pszichológiai diskurzusok metszéspontja. Szerk. Csányi Erzsébet, Bölcsészettudományi Kar, Vajdasági Magyar Felsőoktatási Kollégium, Újvidék, 2009, 241–269. o.
- A dekonstrukció dominanciája? Csillag Károly: Sátán útja, 1898. IN: Világmodellálás. Kód – irodalom – kultúra – régió IV. Szerk. Hózsa Éva, Horváth Futó Hargita, Bölcsészettudományi Kar, Újvidék, 2009 – 72–88. o.
- Az elvágyódás alakzatai Sinkó Ervin korai verseiben. = Godišnjak Filozofskog fakulteta u Novom Sadu, 2009. XXXIV/I. 231–238. o.
- Az olvasás ’feltételezett’ kultúrája Bácskában a XIX/XX. század fordulóján, Hungarológiai Közlemények, 2009, XV., 3. 102–17. o.
- Kreativitás-fejlesztés a kutatásmódszertan eszközeivel = Development of creativity with the means of the research methodology. IN: Az esélyegyenlőség és felzárkóztatás vetületei az oktatásban II. Szerk. Dr. Bene Annamária, Magyar Tannyelvű Tanítóképző Kar, Újvidéki Egyetem, Forum Könyvkiadó, Szabadka, Újvidék, 2009 – 159–165. o.
- Papp György-bibliográfia,  Tanulmányok, 2009. 42. 150–188. o.
- Kötél/tánc/zene. A sláger és a Sziveri-vers. IN: Mediális átlelkesítés. Zene – beszéd – irodalom. Уред. Dr. Csányi Erzsébet, Bölcsészettudományi Kar, Vajdasági Magyar Felsőoktatási Kollégium, Újvidék, 2010, 101–106. стр.
- A “női regény” műformái a vajdasági magyar irodalomban. = Hungarológiai Közlemények, 2010, 1. sz., 68–78. o.
- Periféria és centrum módosulásai Herceg János esszéiben, jegyzeteiben 1945 előtt. IN: Herceg János centenáriuma (1909–2009). Tanulmányok, emlékezések. Szerk. Fekete József. Újvidék, Forum Könyvkiadó, 2010. 13–22. o.
- A női alakmás hitelessége Herceg János Anna búcsúja c. regényében. IN: Alteregók. Alakmások – hamismások – heteronimák. Szerk. Csányi Erzsébet. Újvidék, Bölcsészettudományi Kar, Vajdasági Magyar Felsőoktatási Kollégium, 2010. 179–190. o.
- A magyar-délszláv irodalmi kapcsolatok alakulása Jugoszláviában/Szerbiában a jugoszláviai magyar irodalom bibliográfiájának a kontextusában, Tanulmányok, 2010
- János Herceg's Literary Images Acta Universitatis Sapientiae, Philologica vol. 3. no. 1. (2011) 5-17.